# Künigl

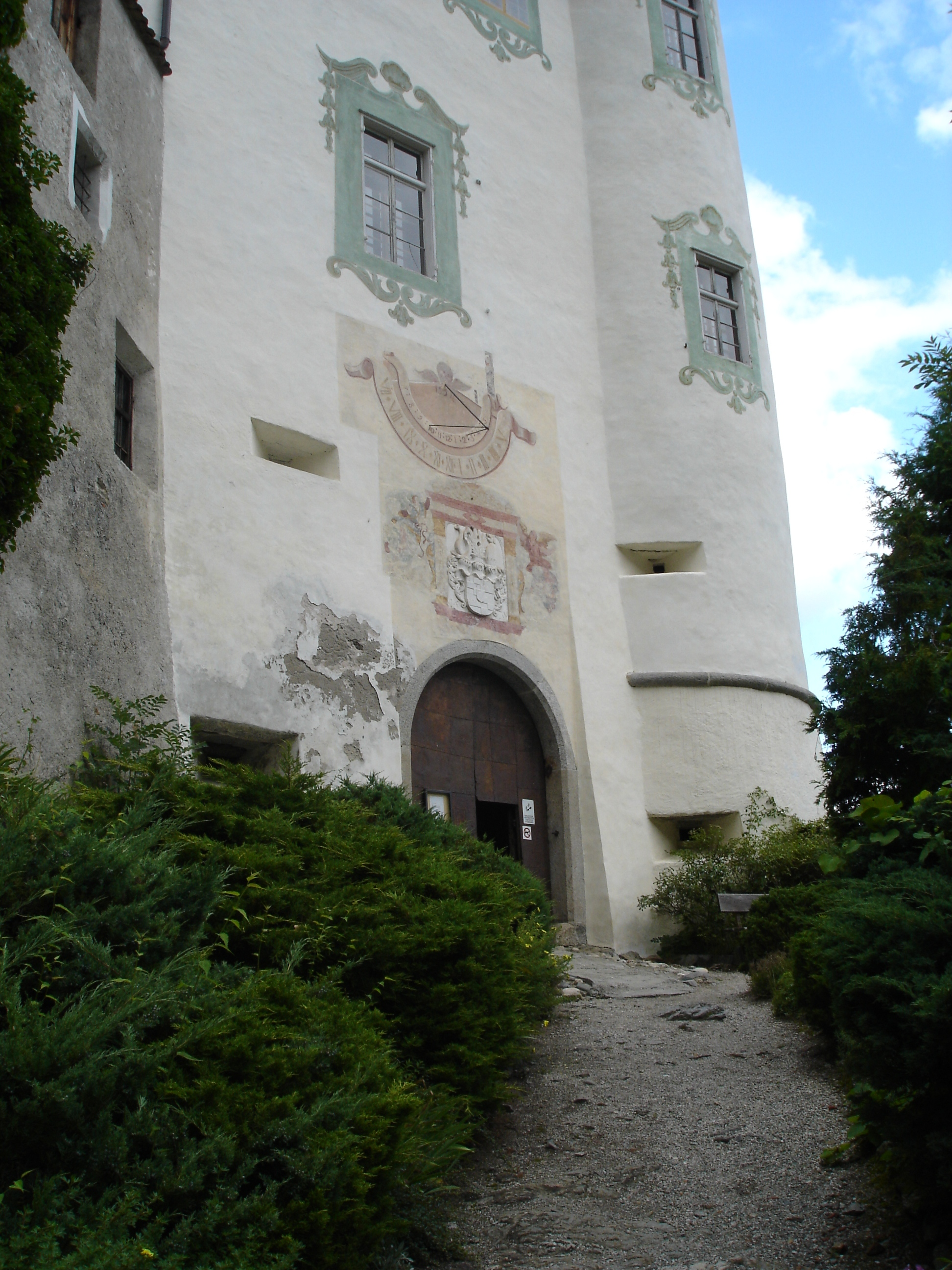
L'ingresso del Castello di Casteldarne (Ehrenburg)

La famiglia Künigl è una famiglia aristocratica del Tirolo, che ha iniziato la sua ascesa nel XIII secolo. I conti Künigl esistono ancora oggi ed abitano l'antica residenza dei loro antenati, il castello di Casteldarne, non distante da Brunico.

## Storia

### Dalle origini al Seicento
Malgrado le notizie riguardanti le origini della famiglia siano incerte e oscure, si presume che i Künigl discendano da un ramo cadetto della dinastia dei signori di Chienes, estintasi nel 1394. Il primo dato di certa autenticità è il nome del capostipite della casata, Arnold I Künigl, notabile della zona. Il fatto che il figlio di Arnold, Stefan (1340-1411) abbia fatto erigere una cappella non distante dalla dimora di famiglia ci mostra quanto la famiglia potesse disporre di beni materiali ed avesse una certa influenza nella zona.
Poco dopo, Georg Künigl (1396-1436) ottenne numerosi privilegi, tra cui la facoltà di amministrazione di un castello. Quando scoppiò il furioso litigio che vide coinvolti il principe vescovo di Bressanone, cardinale Nicola Cusano e la badessa Verena von Stuben del convento di Castel Badia, dove era monaca anche la figlia di Georg Künigl, Barbara, questi si schierò dalla parte delle monache e diede loro rifugio nel suo castello. I Künigl furono anche alleati a Sigismondo d'Austria nella sua lotta contro il potere del cardinale Cusano.

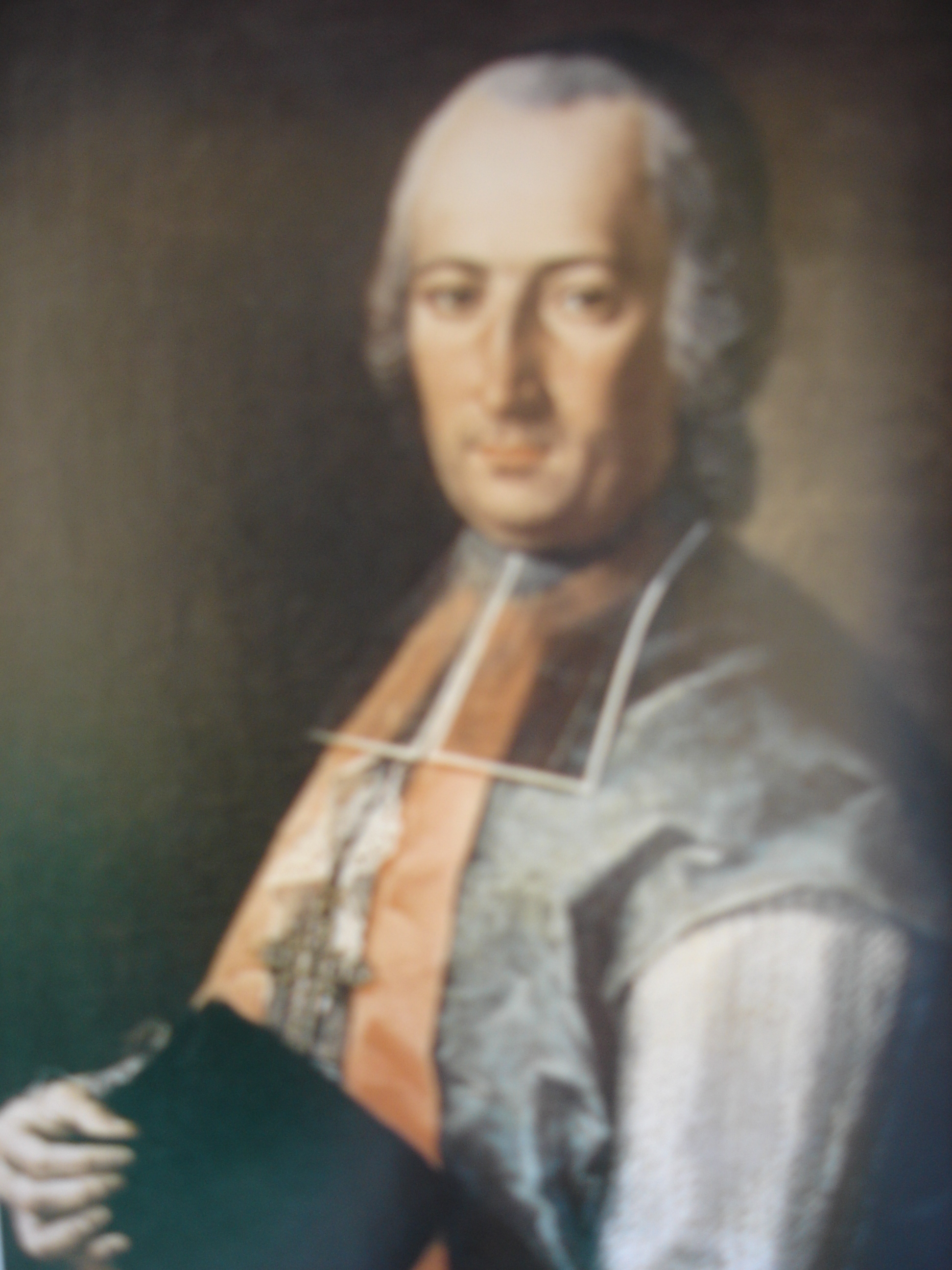
Il principe vescovo di Bressanone Caspar Ignaz Künigl

Uno dei più notabili membri della famiglia Künigl fu Caspar (1481-1541), figlio di Gabein e Caterina von Cles. Conclusi gli studi a Bressanone, Caspar entrò nella corte del vescovo di Trento Giorgio III Neideck (1505-1514). Dopo aver partecipato ad una battaglia nella valle Engadina ricevette la nomina a Maestro di Corte dal vescovo, carica che conservò anche presso il vescovo Bernardo Clesio. Come membro del seguito del vescovo si recò presso Aquisgrana, dove venne incoronato imperatore Carlo V. In seguito assistette, in qualità di cavaliere, all'incoronazione di Ferdinando I. Caspar si unì in matrimonio con Barbara von Welsperg, della casata dei conti Welsperg.
Il 25 agosto 1563 Bernardo Künigl venne nominato da Ferdinando I barone del Sacro Romano Impero. Nel 1662 Veit Künigl ricevette il titolo di conte, grazie ai servigi resi all'arciduchessa Claudia, figlia dell'arciduca del Tirolo Ferdinando Carlo d'Austria.

### Settecento
I membri più importanti della famiglia nel XVIII secolo furono i fratelli Sebastian (n. 1663) e Caspar Ignaz (1672-1747). Il primo fu Governatore del Tirolo per quarantacinque anni, il secondo venne nominato dall'imperatore principe vescovo di Bressanone. Caspar Ignaz fu protettore della cultura tanto da favorire in ogni suo aspetto l'istituzione scolastica. Sotto il suo periodo di potere esortò e appoggiò la costruzione di conventi, come il convento delle Orsoline a Bressanone. Con il fratello ampliò e rinnovò il palazzo di Casteldarne e diede inizio ai lavori per il rifacimento della cattedrale di Bressanone.
Ultimo conte Künigl degno di nota fu Philipp Nerius (1696-1770), che venne insignito del Toson d'Oro dall'Imperatore Francesco I, dopo essere stato educatore e precettore dei figli di Maria Teresa d'Asburgo.

### Oggi
I conti Künigl esistono ancor oggi e hanno messo a disposizione del pubblico parte della loro residenza di famiglia, il Castello di Casteldarne, che sorge non distante dalla cittadina di Brunico. Il castello si presenta come uno dei pochi manieri altoatesini aperti al pubblico e completamente arredati. L'attuale capo della casata è Erich Künigl. Nel 2010 il castello è stato venduto.

## Membri principali della famiglia fino al Settecento
- Arnold I, figlio di Rudolf di Ehrenburg (Casteldarne)
- Stefan (1340-1411)
- Georg (1396-...)
- Caspar (1481-1541)
- Bernhard
- Veit
- Sebastian (1663-...)
- Caspar Ignaz (1672-1747)
- Philipp Nerius (1696-1770)